# 400 meter hækkeløb
400 meter hækkeløb er en atletikdisciplin, der er på programmet til store mesterskaber, herunder de olympiske lege. Løbet svarer til en omgang på et almindeligt atletikstadion på den inderste bane, men i modsætning til det almindelige 400 m løb er der på banen opstillet ti forhindringer i form af "hække" (bomme), som skal passeres i spring. 
Hækkene i 400 meter hækkeløb er lidt lavere end i 110/100 meter udgaven, for mænd 91,4 cm mod 107 cm og for kvinder 76,2 cm mod 84 cm. Første hæk er opstillet 45 m efter starten, og herefter er der 35 m mellem hækkene med 40 m efter sidste hæk. Hækkene er opstillet i hver bane for sig (der skal altid holdes bane), og de er konstrueret, så de kan vælte fremover, hvis atleten rammer dem. Det er tilladt at vælte hækkene, men normalt ikke ønskeligt, da det typisk koster fart.
I et veldisponeret hækkeløb har atleten afpasset sine skridt, så han/hun undgår at trippe ved ankomsten til en hæk. Der sættes derpå af med det ene ben, mens knæet på det andet ben peger fremad. Når man har passeret over hækken med det forreste ben, strækkes det ud, mens man trækker det andet ben op under sig. Målet er en bevægelse, der afviger så lidt som muligt fra det normale løb.
Til de olympiske lege har 400 m hækkeløb for mænd været på programmet siden 1900 (dog ikke i 1906 og 1912), mens kvinderne først fik disciplinen på programmet i 1984.

## Bedste løbere
Amerikaneren Edwin Moses regnes almindeligvis for at være historiens bedste mandlige 400 m hækkeløber med to OL-guldmedaljer samt en bronzemedalje og to VM-guldmedaljer i perioden 1976-88, og hans bedste tid fra 1983 er fortsat historiens tredje bedste (se herunder). I perioden 77-87 vandt han 122 løb i træk.

### Mænd
Historiens fem bedste tider er følgende:
- 46,70 s, Karsten Warholm, Norge (Oslo, 2021)  – verdensrekord[1]
- 46,78 s, Kevin Young, USA (OL i Barcelona, 1992)
- 46,98 s, Abderrahman Samba, Qatar (Paris, 2018) og Rai Benjamin, USA (Zürich, 2019)
- 47,02 s, Edwin Moses, USA (Koblenz, 1983)
- 47,03 s, Bryan Bronson, USA (New Orleans, 1998)

Europarekord:
- 46,87 s, Karsten Warholm, Norge (Stockholm, 2020)

Dansk rekord:
- 50,01 s, Nicolai Hartling (2019)[2]

### Kvinder
Historiens tre bedste tider er følgende:
- 52,16 s, Dalilah Muhammad, USA (Doha, 2019)
- 52,23 s, Sydney McLaughlin, USA (Doha, 2019)
- 52,34 s, Julija Petjonkina, Rusland (Tula, 2003) – verdensrekord

Europarekord:
- 52,34 s, Julija Petjonkina, Rusland (Tula, 2003)

Dansk rekord:
- 53,55 s, Sara Slott Petersen (OL-finalen 2016)[3]